# Turks Open 2013
Het Turkish Airlines Open van 2013 is een nieuw golftoernooi van de Europese PGA Tour. Het maakt deel uit van de Final Series van de Tour. Het toernooi wordt van 7 - 10 november gespeeld op The Montgomerie Maxx Royal in Antalya. Hoofdsponsors zijn Turkish Airlines en het Ministerie van Toerisme.
Turkije hoopt dat het organiseren van dit toernooi zal bijdragen aan de kans dat de Olympische Zomerspelen 2020 in Turkije kunnen plaatsvinden.

## Final Series
Dit jaar heeft de Europese Tour de Final Series geïntroduceerd, die na de Perth International begint en die bestaat uit de BMW Masters (US$7.000.000) en de WGC – HSBC Champions (US$ 8.500.000) in China, dan dit nieuwe Turkish Open (US$7.000.000) en tot slot het DP World Tour Championship (US$ 8.000.000) in Dubai. Aan het laatste toernooi mogen alleen spelers meedoen die twee van de drie toernooien van de Final Series hebben meegedaan en in de top-60 van de Race To Dubai (R2D) staan. Aan spelers die alle drie toernooien spelen, is een bonus toegezegd. Voor Joost Luiten is dit het tweede toernooi, hij moest zich wegens een rugblessure terugtrekken uit de BMW Masters terugtrekken, en heeft pro-formal afgeslagen bij de WGC Champions on zo in Dubai te mogen spelen.

## Verslag

### Ronde 1
Het begin van het toernooi werd drie uren uitgesteld wegens onweer en om kwart voor vijf was het al zo donker dat er niet meer gespeeld kon worden. Slechts 15 spelers hadden 18 holes gespeeld.

De publiekstrekker was het trio Henrik Stenson (R2D 1), Tiger Woods (WR 1) en Justin Rose, die in 2013 het US Open won. Alle drie stonden na tien holes onder par, maar dat stonden 61 van de 78 spelers. Robert-Jan Derksen maakte nog net een dubbel-bogey voordat hij met een tussenscore van -5 de baan af moest.

Ronde 1 werd vrijdag afgemaakt. Henrik Stenson, Darren Fichardt en Thomas Bjørn kwamen met -8 aan de leiding. Tien spelers maakten een bogeyvrije ronde.

### Ronde 2
Steve Webster had een ronde met vijf bogeys en zakte weg. Tiger Woods scoorde 63 en steeg naar de 5de plaats en staat 1 slag achter de vier leiders. Justin Rose kwam met een ronde van -6 op de 9de plaats samen met Derksen en zes andere spelers.

### Ronde 3
Eindelijk was het mooi weer in Antalya, blauwe lucht en weinig wind. Dubuisson begon met vier birdies en stond de rest van de dag aan de leiding. Raphaël Jacquelin begon ook met vier birdies maar maakte later nog acht birdies waardoor hij het toernooirecord verbeterde. :uiten maakte een ronde van -5 en steeg behoorlijk, Deksen zakte enkele plaatsen ondanks dat hij drie slagen onder par speelde.

### Ronde 4
Gerholpen door een hole-in-one op hole 16 maakte Jamie Donaldson een ronde van 63 en eindigde hij op de 2de plaats achter Dubuisson, die hier zijn eerste overwinning op de Europese Tour behaalde. Dubuisson verdiende daarmee bijna € 600.000 en steeg naar de top-40 van de wereldranglijst. Derksen en Luiten werden 18de, Colsaerts 50ste.
- Scores

| Naam                | R2D | WR  | Score R1 | Score R1 | Nr  | Score R2 | Score R2 | Totaal | Nr  | Score R3 | Score R3 | Totaal | Nr  | Score R4 | Score R4 | Totaal | Nr  |
| ------------------- | --- | --- | -------- | -------- | --- | -------- | -------- | ------ | --- | -------- | -------- | ------ | --- | -------- | -------- | ------ | --- |
| Victor Dubuisson    | 49  | 108 | 67       | -5       | T13 | 65       | -7       | -12    | T1  | 63       | -9       | -21    | 1   | 69       | -3       | -24    | 1   |
| Jamie Donaldson     | 16  | 41  | 68       | -4       | T17 | 67       | -5       | -9     | T6  | 68       | -4       | -13    | T8  | 63       | -9       | -22    | 2   |
| Justin Rose         | 3   | 5   | 70       | -2       | T47 | 66       | -6       | -8     | T9  | 67       | -5       | -13    | T8  | 65       | -7       | -20    | T3  |
| Tiger Woods         | =   | 1   | 70       | -2       | T47 | 63       | -9       | -11    | 5   | 68       | -4       | -15    | T3  | 67       | -5       | -20    | T3  |
| Raphaël Jacquelin   | 52  | 143 | 67       | -5       | T13 | 72       | par      | -5     | T32 | 62       | -10      | -15    | T3  | 68       | -4       | -19    | T5  |
| Ian Poulter         | 4   | 17  | 66       | -6       | T5  | 66       | -6       | -12    | T1  | 68       | -4       | -16    | 2   | 69       | -3       | -19    | T5  |
| Henrik Stenson      | 1   | 3   | 64       | -8       | T1  | 68       | -4       | -12    | T1  | 69       | -3       | -15    | T3  | 69       | -3       | -18    | T7  |
| Justin Walters      | 69  | 225 | 66       | -6       | T5  | 66       | -6       | -12    | T1  | 70       | -2       | -14    | 7   | 69       | -3       | -17    | T10 |
| Paul Casey          | 26  | 97  | 66       | -6       | T5  | 73       | +1       | -5     | T32 | 67       | -5       | -10    | T19 | 66       | -6       | -16    | T12 |
| Darren Fichardt     | 50  | 147 | 64       | -8       | T1  | 73       | +1       | -7     | T17 | 71       | -1       | -8     | T33 | 65       | -7       | -15    | T15 |
| Joost Luiten        | 19  | 61  | 72       | par      | T60 | 70       | -2       | -2     | T53 | 65       | -7       | -9     | T25 | 67       | -5       | -14    | T18 |
| Alejandro Cañizares | 57  | 194 | 67       | -5       | T13 | 68       | -4       | -9     | T6  | 66       | -6       | -15    | T3  | 73       | +1       | -14    | T18 |
| Robert-Jan Derksen  | 79  | 296 | 67       | -5       | T13 | 69       | -3       | -8     | T9  | 69       | -3       | -11    | T14 | 69       | -3       | -14    | T18 |
| Thomas Bjørn        | 9   | 46  | 64       | -8       | T1  | 72       | par      | -8     | T9  | 71       | -1       | -9     | T25 | 67       | -5       | -14    | T18 |
| Nicolas Colsaerts   | 35  | 58  | 73       | +1       | T67 | 68       | -4       | -3     | T49 | 72       | par      | -3     | T57 | 67       | -5       | -8     | T50 |
| Steve Webster       | 65  | 182 | 65       | -7       | 4   | 75       | +3       | -4     | T42 | 75       | +3       | -1     | T62 | 70       | -2       | -3     | T59 |

| Leider |  | Toernooirecord |  | DQ = disqualified |  | R2D = Race To Dubai |  | WR = Wereldranglijst |

## Spelers
| - Felipe Aguilar - Thomas Aiken - Kiradech Aphibarnrat - Thomas Bjørn - Jonas Blixt - Grégory Bourdy - Rafa Cabrera Bello - Alejandro Cañizares - Paul Casey - George Coetzee - Nicolas Colsaerts - Robert-Jan Derksen - Jamie Donaldson - David Drysdale - Victor Dubuisson - Darren Fichardt - Ross Fisher - Tommy Fleetwood - Marcus Fraser - Stephen Gallacher | - Ricardo Gonzalez - Branden Grace - JB Hansen - Padraig Harrington - Grégory Havret - David Horsey - David Howell - Raphaël Jacquelin - Thongchai Jaidee - Scott Jamieson - Miguel Ángel Jiménez - Martin Kaymer - Simon Khan - Maximilian Kieffer - Søren Kjeldsen - Pablo Larrazábal - Paul Lawrie - Craig Lee - Wen-chong Liang - Shane Lowry | - Joost Luiten - David Lynn - Morten Ørum Madsen - Matteo Manassero - Damien McGrane - Francesco Molinari - Garth Mulroy - Alex Norén - Thorbjørn Olesen - Louis Oosthuizen - John Parry - Eddie Pepperell - Ian Poulter - Julien Quesne - Richie Ramsay - Eduardo de la Riva - Justin Rose - Brett Rumford - Ricardo Santos - Charl Schwartzel | - Marcel Siem - Henrik Stenson - Richard Sterne - Graeme Storm - Peter Uihlein - Justin Walters - Paul Waring - Marc Warren - Steve Webster - Lee Westwood - Bernd Wiesberger - Danny Willett - Chris Wood - Tiger Woods Invitaties - Ediz Kemaloglu (Am) - Ali Altuntas (Am) - Hamza Sayin - Colin Montgomerie |

Hamza Sayin en Ali Altuntas  waren de beste Turkse spelers op het Turks Amateur, Sayin won en werd daarna professional, Altuntas eindigde op de 6de plaats.